# Sarcophaga dukoicus
Sarcophaga dukoicus är en tvåvingeart som beskrevs av Zhang och Chao 1988. Sarcophaga dukoicus ingår i släktet Sarcophaga och familjen köttflugor. Inga underarter finns listade i Catalogue of Life.